# Mulsans
Mulsans – miejscowość i gmina we Francji, w Regionie Centralnym, w departamencie Loir-et-Cher.
Według danych na rok 1990 gminę zamieszkiwały 374 osoby, a gęstość zaludnienia wynosiła 23 osoby/km² (wśród 1842 gmin Regionu Centralnego Mulsans plasuje się na 776. miejscu pod względem liczby ludności, natomiast pod względem powierzchni na miejscu 819.).